# Сюзан Самърс
Сюзан Самърс (на английски: Suzanne Somers) е американска актриса и бизнесдама.

## Биография
Сюзан Мари Махони е родена на 16 октомври 1946 г. в Сан Бруно, Калифорния.
Известна е с ролите си в редица телевизионни сериали, измежду които Криси Сноу в „Трима са компания“ (1977 – 1981), Шериф Хилди Грейнджър в „Тя е шерифът“ (1987 – 1989) и Каръл Фостър–Ламбърт в „Стъпка по стъпка“ (1991 – 1998), както и в няколко игрални филма.
Автор е и на няколко книги. Номинирана е за награди „Еми“ и „Златен глобус“. От 2003 г. има звезда на Холивудската алея на славата.
Сюзан Самърс умира на 76 години от рак на 15 октомври 2023 г., ден преди 77-ят си рожден ден.

## Филмография
- „Булит“ – 1968 г.
- Daddy's Gone A-Hunting – 1969 г.
- „Американски графити“ – 1973 г.
- „Magnum force“ – 1973 г.
- „Мравки (филм)“ – 1977 г.
- „Били Джак отива във Вашингтон“ – 1977 г.
- Yesterday's Hero – 1979 г.
- „Нищо лично“ – 1980 г.
- „Серийна майка“ – 1994 г.
- Rusty: A Dog's Tale (глас) – 1998 г.
- Say It Isn't So – 2001 г.